# Tramlijn 13 (Île-de-France)
Lijn 13 Express van de tram van Île-de-France, eerder ook wel Tram Express Ouest en Tangentielle Ouest (TGO) genoemd, is een door Île-de-France Mobilités uitgewerkte tramtrein-lijn over het traject van de Grande ceinture Ouest en verlengingen van deze lijn in het departement Yvelines in de regio Île-de-France. De lijn wordt geëxploiteerd door de SNCF-dochter Transkeo. De lijn werd ingehuldigd en de exploitatie startte op 6 juli 2022.
Het initiële traject is 18,8 kilometer lang en verbindt station Saint-Germain-en-Laye met aansluiting op RER A met station Saint-Cyr en RER C. 13 Express neemt daarbij een deel van het traject van de huidige Transilien L over.